# NGC 5228
NGC 5228 é uma galáxia elíptica (E-S0) localizada na direcção da constelação de Canes Venatici. Possui uma declinação de +34° 46' 40" e uma ascensão recta de 13 horas, 34 minutos e 35,1 segundos.
A galáxia NGC 5228 foi descoberta em 1 de Maio de 1785 por William Herschel.